# أريين فافيانا
أريين فافيانا (بالفرنسية: Adrien Faviana)‏ (21 يوليو 1986 بنيس في فرنسا - ) هو لاعب كرة قدم فرنسي في مركز الدفاع. لعب مع نادي روديز ونادي نيس.